# احتيال أمريكي
احتيال أمريكي (بالإنجليزية: American Hustle)‏ هو فيلم جريمة وكوميديا-دراما أمريكي من إخراج ديفيد أو. راسل وسيناريو بواسطة راسل واريك سينغر. الفيلم من بطولة كريستيان بيل وإيمي آدمز وبرادلي كوبر وجنيفر لورانس وجيريمي رينر وروبرت دي نيرو ولويس سي.كي.. يروي الفيلم قصة أحد اللصوص الذي يجبر على العمل مع أحد العملاء الفيدرالين ليقلب الطاولة على غيره من اللصوص ورجال العصابات والسياسيين الفاسدين. صدر الفيلم في 20 ديسمبر، 2013 في الولايات المتحدة، وفي 2 يناير، 2014 في الشرق الأوسط.
بدأ التصوير الرئيسي بتاريخ 8 مارس 2013 في بوسطن وورسستر، ماساتشوستس ونيويورك. انطلق الفيلم على الصعيد الوطني في الولايات المتحدة بتاريخ 20 ديسمبر 2013، وجمع مذاك إيرادات قدرها 251 مليون دولار عالميًا.

## القصة
يتناول الفيلم قصة حقيقية حدثت في أمريكا في نهاية السبعينات وبداية الثمانينات حين قامت المباحث الفيدرالية بعملية سرية، تحت عنوان “آبسكام” أو “Abscam” لفضح المسؤولين الأمريكيين المشتبه في فسادهم السياسي. في القصة الحقيقية، قامت المباحث الفيدرالية بالتعاون مع نصاب محترف ليساعدهم في رسم خطة الإيقاع بالمسؤولين الفاسدين عن طريق إنشاء شركة وهمية، يقودها أحد رجال المباحث، منتحلاً لشخصية ثري عربي، يدعو المسؤولين في اجتماعات مصورة بكاميرات سرية حيث يعرض عليهم رشوة مالية مقابل خدمات تحتاج لتأثير سياسي مثل طلبات اللجوء السياسي وغسيل الأموال. العملية قادت لإدانة سيناتور أمريكي بنجاح و6 أعضاء لمجلس النواب.
من غير الواضح حالياً مدى تناسق الفيلم مع الأحداث الحقيقية، ولكن على مستوى الأدوار يلعب برادلي كوبر دور العميل الفدرالي الذي يخطط للعملية ويقوم كريستيان بيل بدور “إيرفينج روزنفلد” النصاب المحترف الذي يتعاون معه بمساعدة شريكته التي تقوم بدورها إيمي آدامز. جينيفر لورانس تقوم بدور زوجة “إيرفينج” بينما يلعب جيرمي رينر دور سياسي أمريكي مشارك في عملية التلاعب.

## طاقم التمثيل
- كريستيان بيل بدور ايرفينغ روزنفيلد، لص محترف يجبر على مساعدة مكتب التحقيقات الفيدرالي.
- إيمي آدمز بدور سيدني بروسر، زملية ايرفينغ وعشيقته.
- برادلي كوبر بدور ريتشي ديماسوا، عميل في مكتب التحقيقات الفيدرالي.
- جنيفر لورانس بدور روزالين روزنفيلد، زوجة ايرفينغ.
- جيريمي رينر بدور كارمين بوليتو، عمدة كامدن بولاية نيو جيرسي.
- روبرت دي نيرو بدور فيكتور تاليغيوا.
- لويس سي.كي. بدور ستودارد تورسن.
- مايكل بينا بدور باكو هيرنانديز.
- جاك هيوستن بدور بيت ميوسين.
- إليزابيث روم بدور دولي بوليتو.

## الإنتاج

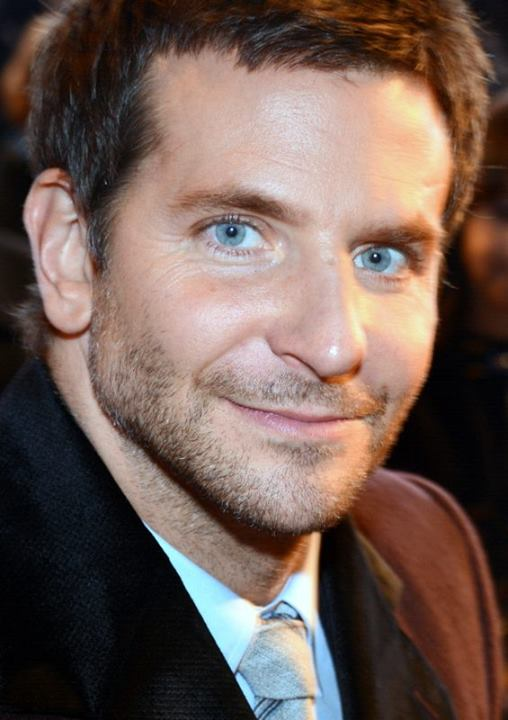
برادلي كوبر

### التطوير
في بداية الأمر كان الفيلم عبارةٌ عن سيناريو بعنوان الهراء الأمريكي، قام بكتابته إريك وارن سنجر. أُدرج السيناريو في المرتبة الثامنة في استفتاء القائمة السوداء للسيناريوهات غير المُنتجة لعام 2010. أُعِدّ الفيلم في استديو كولومبيا بيكتشرز بواسطة تشارلز روفن وريتشارد سكل وتم الإنتاج بواسطة استديو أطلس إنترتينمنت، التي كانت قد اختارت بين أفليك لإخراج الفيلم قبل أن يُوقّع ديفيد أو. راسل العقد ليتولّى مهمّة الإخراج. أعاد ديفيد أو. راسل كتابة سيناريو إريك سنجر، وقام باستبدال الشخصيات الكاريكاتورية بشخصيّاتٍ ذاتِ واقعيّة.

### الإنتاج
بدأ التصوير الرئيسي في 8 مارس 2013، وانتهى في مايو 2013. تم تصوير الفيلم في مواقع في أو حول بوسطن، وماساتشوستس (مثل ورسستر، ماساتشوستس)، ونيويورك. توجّب إيقاف التصوير وتأجيله بسبب تأمين مدينة بوسطن في أعقاب تفجيرا ماراثون بوسطن 2013. بعد رفع التأمين، أُنهيَ تصوير الفيلم في بوسطن وقُضيت الأيام القليلة الأخيرة من الإنتاج في مدينة نيويورك.

## الإصدار

### ردود النقاد
تلقى الفيلم إشادة كبيرة من النقاد الذي مدحوا أداء طاقم التمثيل. 94% من المراجعات جائت إيجابية على موقع الطماطم الفاسدة بنائاً على 194 مراجعة نقدية، مع متوسط تقييم 10/8.2. على ميتاكريتيك حاصل على متوسط تقييم 90% بناءً على 46 مراجعة، مشير إلى «إشادة عالمية».

### الجوائز والترشيحات
| الجائزة              | تاريخ المناسبة  | الفئة                   | الفائز أو المرشّح                                        | النتيجة |
| -------------------- | --------------- | ----------------------- | ------------------------------------------------------- | ------- |
| جائزة الأوسكار       | 2 مارس، 2014    | أفضل فيلم               | تشارلز روفن، ريتشارد سكل، ميغان إليسون، وجوناثان جوردون | رُشِّح     |
| جائزة الأوسكار       | 2 مارس، 2014    | أفضل مخرج               | ديفيد أو. راسل                                          | رُشِّح     |
| جائزة الأوسكار       | 2 مارس، 2014    | أفضل ممثل               | كريستيان بيل                                            | رُشِّح     |
| جائزة الأوسكار       | 2 مارس، 2014    | أفضل ممثلة              | إيمي آدمز                                               | رُشِّح     |
| جائزة الأوسكار       | 2 مارس، 2014    | أفضل ممثل مساعد         | برادلي كوبر                                             | رُشِّح     |
| جائزة الأوسكار       | 2 مارس، 2014    | أفضل ممثلة مساعدة       | جنيفر لورانس                                            | رُشِّح     |
| جائزة الأوسكار       | 2 مارس، 2014    | أفضل كتابة سيناريو أصلي | إيريك وارن سنجر وديفيد أو. راسل                         | رُشِّح     |
| جائزة الأوسكار       | 2 مارس، 2014    | أفضل مونتاج             | جاي كاسيدي، كريسبين ستراذرز، وآلان باومغارتن            | رُشِّح     |
| جائزة الأوسكار       | 2 مارس، 2014    | أفضل تصميم أزياء        | مايكل ويلكينسون                                         | رُشِّح     |
| جائزة الأوسكار       | 2 مارس، 2014    | أفضل تصميم إنتاج        | جودي بيكر وهيذر لوفلر                                   | رُشِّح     |
| معهد الفيلم الأمريكي | 10 يناير، 2014  | أفضل 10 أفلام للعام     | ميغان إليسون، تشارلز روفن، وريتشارد سكل                 | فوز     |
| جوائز بافتا          | 16 فبراير، 2014 | أفضل فيلم               | تشارلز روفن، ريتشارد سكل، ميغان إليسون، وجوناثان جوردون | رُشِّح     |
| جوائز بافتا          | 16 فبراير، 2014 | أفضل إخراج              | ديفيد أو. راسل                                          | رُشِّح     |
| جوائز بافتا          | 16 فبراير، 2014 | أفضل ممثل في دور رئيسي  | كريستيان بيل                                            | رُشِّح     |
| جوائز بافتا          | 16 فبراير، 2014 | أفضل ممثلة في دور رئيسي | إيمي آدمز                                               | رُشِّح     |
| جوائز بافتا          | 16 فبراير، 2014 | أفضل ممثل في دور مساعد  | برادلي كوبر                                             | رُشِّح     |
| جوائز بافتا          | 16 فبراير، 2014 | أفضل ممثلة في دور مساعد | جنيفر لورانس                                            | فوز     |
| جوائز بافتا          | 16 فبراير، 2014 | أفضل سيناريو أصلي       | ديفيد أو. راسل وإيريك وارن سنجر                         | فوز     |
| جوائز بافتا          | 16 فبراير، 2014 | أفضل تصميم إنتاج        | جودي بيكر                                               | رُشِّح     |
| جوائز بافتا          | 16 فبراير، 2014 | أفضل تصميم أزياء        | مايكل ويلكينسون                                         | رُشِّح     |
| جوائز بافتا          | 16 فبراير، 2014 | أفضل ماكياج وشعر        | إيفلين نوراز، لوري مكوي-بيل، كاثرين غوردون              | فوز     |

## روابط خارجية
- احتيال أمريكي على موقع IMDb (الإنجليزية)
- احتيال أمريكي على موقع ميتاكريتيك (الإنجليزية)
- احتيال أمريكي على موقع الموسوعة البريطانية (الإنجليزية)
- احتيال أمريكي على موقع روتن توميتوز (الإنجليزية)
- احتيال أمريكي على موقع نتفليكس (الإنجليزية)
- احتيال أمريكي على موقع قاعدة بيانات الأفلام العربية
- احتيال أمريكي على موقع ألو سيني (الفرنسية)
- احتيال أمريكي على موقع Turner Classic Movies (الإنجليزية)
- احتيال أمريكي على موقع أول موفي (الإنجليزية)
- احتيال أمريكي على موقع بوكس أوفيس موجو (الإنجليزية)